# Matías Russo
Matías Russo (Paraná, Entre Ríos, 4 de septiembre de 1985) es un piloto de automovilismo argentino. Corrió en Fórmula 3 Sudamericana, Fórmula Renault Argentina, TC Pista, FIA GT, European Le Mans Series, Campeonato Italiano de Gran Turismos, entre otras. Participó en las 24 Horas de Le Mans en dos ocasiones.

## Resultados

### 24 Horas de Le Mans
| Año     | Equipo       | Copilotos                          | Automóvil        | Clase | Vueltas | Pos. | Pos. Clase |
| ------- | ------------ | ---------------------------------- | ---------------- | ----- | ------- | ---- | ---------- |
| 2009    | AF Corse     | Gianmaria Bruni Luis Pérez Companc | Ferrari F430 GT2 | GT2   | 317     | 26º  | 6º         |
| 2011    | PeCom Racing | Luis Pérez Companc Pierre Kaffer   | Lola B11/40-Judd | LMP2  | 139     | DNF  | DNF        |
| Fuente: |              |                                    |                  |       |         |      |            |

### Turismo Competición 2000
| Año  | Equipo           | Auto             | 1   | 2   | 3   | 4   | 5   | 6   | 7  | 8   | 9   | 10  | 11  | 12  | 13  | Res. | Puntos |
| ---- | ---------------- | ---------------- | --- | --- | --- | --- | --- | --- | -- | --- | --- | --- | --- | --- | --- | ---- | ------ |
| 2010 |                  |                  | PDE | SMM | GR  | AG  | RES | TRH | LR | SFE | SFE | CEN | OBE | BA  | PDF | -    | -      |
| 2010 | Equipo Petrobras | Honda Civic VIII |     |     |     |     |     |     |    |     |     |     |     | 4   |     | -    | -      |
| 2011 |                  |                  | GR  | SFE | SFE | SMM | SJU | RES | AG | TRH | LPL | TRE | JUN | PDF | PAR | -    | -      |
| 2011 | Equipo Petrobras | Honda Civic VIII |     |     |     |     |     |     |    |     | 19  |     |     |     |     | -    | -      |

### Súper TC 2000
| Año  | Equipo               | Auto               | 1    | 2   | 3   | 4   | 5   | 6    | 7   | 8   | 9   | 10  | 11    | 12  | 13    | 14 | Res. | Puntos |
| ---- | -------------------- | ------------------ | ---- | --- | --- | --- | --- | ---- | --- | --- | --- | --- | ----- | --- | ----- | -- | ---- | ------ |
| 2012 |                      |                    | AG   | BA  | ROS | SJU | GR  | OBE  | RAF | SMM | RC  | SFE | SFE   | SAL | PDF   |    | -    | 0      |
| 2012 | PSG-16 Team          | Ford Focus II      |      |     | Ret |     |     |      |     |     |     |     |       |     |       |    | -    | 0      |
| 2014 |                      |                    | RAF  | VIE | AG  | ROS | TOA | BA   | RES | SFE | SFE | SJU | TRH   | COD | PDF   |    | -    | -      |
| 2014 | Equipo Petronas      | Fiat Linea         |      |     |     |     |     | 9    |     |     |     |     |       |     |       |    | -    | -      |
| 2015 |                      |                    | JUN  | ROS | OBE | TRH | RAF | SL I | SFE | SFE | TOA | GR  | SMM   | AG  | SL II |    | -    | -      |
| 2015 | Equipo YPF Chevrolet | Chevrolet Cruze I  |      |     |     |     |     |      |     |     | NL  |     |       |     |       |    | -    | -      |
| 2017 |                      |                    | BA I | PDF | SMM | ROS | ROS | TRH  | RAF | OBE | SFE | SFE | BA II | SJU | GR    | AG | -    | -      |
| 2017 | YPF Chevrolet        | Chevrolet Cruze II |      |     |     |     |     |      |     |     |     |     | 7     |     |       |    | -    | -      |

### TCR South America
| Año  | Equipo         | Auto             | 1  | 2  | 3   | 4   | 5   | 6   | 7   | 8   | 9   | 10  | 11  | 12  | 13  | 14  | 15  | 16  | 17  | 18  | Res. | Puntos |
| ---- | -------------- | ---------------- | -- | -- | --- | --- | --- | --- | --- | --- | --- | --- | --- | --- | --- | --- | --- | --- | --- | --- | ---- | ------ |
| 2023 |                |                  | AG | AG | ROS | ROS | TRH | INT | RIV | RIV | EPI | EPI | LAP | LAP | VLP | VLP | VEL | VEL | CAS | CAS | 48°  | 6      |
| 2023 | PMO Motorsport | Lynk & Co 03 TCR |    |    |     |     | 14  |     |     |     |     |     |     |     |     |     |     |     |     |     | 48°  | 6      |